# Maximilian Klinkowski
Maximilian Klinkowski (* 24. Mai 1904 in Berlin; † 22. Juni 1971 ebenda) war ein deutscher Phytomediziner. Nach dem Zweiten Weltkrieg baute er die ehemalige Außenstelle Aschersleben der Biologischen Reichsanstalt für Land- und Forstwirtschaft zu einer eigenständigen Forschungsstätte der Akademie der Landwirtschaftswissenschaften aus. Sein Forschungsschwerpunkt war die pflanzliche Virologie. Sein offizielles botanisches Autorenkürzel lautet „Klink.“

## Leben
Maximilian Klinkowski, Sohn eines Schneidermeisters, absolvierte von 1919 bis 1921 eine landwirtschaftliche Lehre und studierte nach bestandener Reifeprüfung seit 1924 an der Landwirtschaftlichen Hochschule Berlin. Dort promovierte er 1929 mit einer Dissertation über die Physiologie von Hafersorten. Durch Otto Appel fand er den Weg zur Phytomedizin. Von 1929 bis 1939 arbeitete er an der Biologischen Reichsanstalt für Land- und Forstwirtschaft in Berlin-Dahlem, zunächst im Laboratorium für Botanik, seit 1933 im Institut für Pflanzenzüchtung und Vererbungslehre. 1939 wurde er zum Regierungsrat ernannt und im gleichen Jahr zur Wehrmacht eingezogen. Am 13. September 1940 beantragte er die Aufnahme in die NSDAP und wurde zum 1. Oktober dasselben Jahres aufgenommen (Mitgliedsnummer 8.185.134).
Ab 1941 war er im Reichskommissariat Ostland Direktor des Instituts für Pflanzenkrankheiten der Landwirtschaftlichen Forschungsanstalt in Riga und erhielt dort das Kriegsverdienstkreuz II. Klasse mit Schwertern. 1942 habilitierte er sich an der Landwirtschaftlich-Gärtnerischen Fakultät der Friedrich-Wilhelms-Universität zu Berlin und erhielt 1943 eine Dozentur für Pflanzenbau und Pflanzenschutz.
1945 wurde Klinkowski die Leitung der Zweigstelle Aschersleben der Biologischen Zentralanstalt (vormals Biologische Reichsanstalt) übertragen, die er zu einem bedeutenden phytomedizinischen Zentrum ausbaute. Als Institut für Phytopathologie der Biologischen Zentralanstalt der Deutschen Akademie der Landwirtschaftswissenschaften zu Berlin erlangte diese Forschungsstätte Weltgeltung. Von 1951 bis 1969 leitete Klinkowski als Direktor dieses Institut. Gleichzeitig war er von 1951 bis 1964 Professor mit Lehrstuhl und Direktor des Phytopathologischen Instituts der Martin-Luther-Universität Halle-Wittenberg. 
Klinkowski ging 1969 offiziell in Rente, arbeitete aber weiter an Fachbüchern. Er verstarb infolge eines Schwächeanfalls am 22. Juni 1971 in Berlin.

## Forschungsschwerpunkte
Während seiner Tätigkeit an der Biologischen Reichsanstalt beschäftigte sich Klinkowski mit physiologischen und ökologischen Problemen bei landwirtschaftlichen Kulturpflanzen. Schwerpunkte waren Studien über die Botanik, den Anbau und die Krankheiten von Futterpflanzen. 1937 unternahm er eine Forschungsreise durch Spanien, Portugal und Nordafrika und untersuchte die Wild- und Kulturformen verschiedener Futterpflanzen.
In Aschersleben arbeitete Klinkowski mit einem größeren Stab von Wissenschaftlern, die er größtenteils an der Universität Halle  ausgebildet hatte, vorwiegend auf dem Gebiet der pflanzlichen Virologie. In vorbildlicher Weise hat er seine Mitarbeiter zu fruchtbaren Gemeinschaftsarbeiten angeregt. Seine Publikationsliste umfasst fast zweihundert wissenschaftliche Veröffentlichungen in Fachzeitschriften.
Klinkowski verstand es meisterhaft, das Fachwissen auf seinen Forschungsfeldern in enzyklopädischen Werken zusammenzufassen. So war er Herausgeber oder Mitherausgeber bedeutender Lehr- und Handbücher. Gemeinsam mit Erich Köhler bearbeitete er den 700 Seiten umfassenden Band "Die Viruskrankheiten" in dem von Paul Sorauer begründeten Handbuch der Pflanzenkrankheiten, der 1954, bei seinem Erscheinen, als die vollständigste deutschsprachige Darstellung der pflanzlichen Virosen aus aller Welt galt. Wegweisend für die Phytomedizin und für andere agrarwissenschaftliche Fachgebiete wurden das zweibändige Werk "Pflanzliche Virologie" (1958), das gemeinsam mit Rudolf Schick und anderen herausgegebene zweibändige Monumentalwerk "Die Kartoffel" (1961/62) und das mit Erich Mühle und Ernst Reinmuth herausgegebene dreibändige Handbuch "Phytopathologie und Pflanzenschutz" (1965–1968; 2. Aufl. 1974 u. 1976). Zu allen Werken hat Klinkowski jeweils eigene Kapitel beigesteuert. Darüber hinaus war er seit 1954 Mitherausgeber der "Phytopathologischen Zeitschrift" und Redaktionsmitglied anderer Fachzeitschriften.

## Ehrungen und Auszeichnungen
- 1952 ordentliches Mitglied der Akademie der Landwirtschaftswissenschaften zu Berlin
- 1958 Mitglied der Deutschen Akademie der Naturforscher Leopoldina
- 1960 ordentliches Mitglied der Sächsischen Akademie der Wissenschaften zu Leipzig
- 1960 Nationalpreis der DDR
- 1964 Verdienstmedaille der DDR
- 1965 ordentliches Mitglied der Deutschen Akademie der Wissenschaften zu Berlin
- 1965 Ehrendoktor der Landwirtschaftlichen Hochschule Hohenheim
- 1967 Auswärtiges Mitglied der Polnischen Akademie der Wissenschaften
- 1969 Erwin-Baur-Medaille der Akademie der Landwirtschaftswissenschaften der DDR

## Hauptwerke
- Fichtelgebirgshafer und v. Lochows Gelbhafer. Ein physiologischer Vergleich. Diss. Landw. Hochsch. Berlin 1929. – Zugl. in: Angewandte Botanik Bd. 11, 1929, S. 127–190.
- F. Merkenschlager und M. Klinkowski: Pflanzliche Konstitutionslehre. Dargestellt an Kulturpflanzen. Verlagsbuchhandlung Paul Parey Berlin 1933.
- Entwicklung und Problematik der pflanzlichen Virusforschung. Verlag Hirzel Leipzig 1953 = Sitzungsberichte der Deutschen Akademie der Landwirtschaftswissenschaften zu Berlin Bd. 2, H. 3.
- Die Viruskrankheiten, bearbeitet von E. Köhler und M. Klinkowski. In: Handbuch der Pflanzenkrankheiten, begründet von Paul Sorauer. Verlag Paul Parey Berlin 1954, 6. Aufl., Bd. 2.
- Pflanzliche Virologie. Herausgegeben von M. Klinkowski und Mitarbeiter. 2 Bände, Akademie-Verlag Berlin 1958.
- Die Kartoffel. Herausgegeben von R. Schick und M. Klinkowski. 2 Bände und Registerband. VEB Deutscher Landwirtschaftsverlag Berlin 1961/1962.
- Phytopathologie und Pflanzenschutz. Herausgegeben von M. Klinkowski, E. Mühle und E. Reinmuth. 3 Bände, Akademie-Verlag Berlin 1965–1968; Bd. I: Grundlagen und allgemeine Probleme der Phytopathologie und des Pflanzenschutzes (1965); Bd. II: Krankheiten und Schädlinge landwirtschaftlicher Kulturpflanzen (1966); Bd. III: Krankheiten und Schädlinge gärtnerischer Kulturpflanzen (1968). – 2. überarb. u. erw. Aufl. ebd. 1974–1976.